# Маляров, Константин Лукич
Маляров Константин Лукич (1880—1957) — русский и советский химик, профессор кафедры технологии и технической химии физико-математического факультета МГУ, участник Русско-японской войны.

## Биография
Родился 24 мая 1880 года[по какому календарю?] в городе Ковля Волынской губернии (ныне Ковель Волынской области (Украина)). В 1902 году окончил Киевское военное училище; в 25 лет Маляров стал участником Русско-японской войны, был награждён орденом Св. Станислава 3-й степени.
В 1910 году с отличием окончил физико-математический факультет Московского университета по специальности техническая химия. После окончания Московского университета Маляров стал ассистентом профессора кафедры технологии и технической химии А. М. Настюкова.

### Премия им. Э. Нобеля
В 1910 году в Журнале Русского физико-химического общества появилась первая серьезная научная работа К. Л. Малярова. В 1911 профессору Московского университета А. М. Настюкову и его ассистенту К. Л. Малярову была присуждена вторая «эммануильская» бакинская премия за работу «О получении и свойствах жидких продуктов конденсацией ненасыщенных углеводородов нефти с формалином»
```
«Ни одна из представленных работ премированию не подлежит. На основании же положения о премии им. Эммануила Нобеля при БО ИРТО, жюри за   представленный труд постановило выдать триста рублей. При вскрытии конверта авторами премированного труда под латинским девизом: 

                                      «Dissimiles igitur formae glomeramen in unum,
                                      «Conveniunt, et res permixto semine constant».

оказались – профессор Императорского Московского университета А.М. Настюков и его ассистент, химик К.Л. Маляров». Жюри на основании примечания к   параграфу 6 положения о премии использовало право, «не премировав... ни одного из представленных трудов, выдать в поощрении авторам трудов,представленных на состязание, известную сумму денег». 

                                                                                                                       Акт о выдаче премии
[
5
]
```

В 1911 году была опубликована совместная научная статья Настюкова и Малярова в Журнале Русского физико-химического общества.

## Работа вМосковском государственном университете
В 1917 году Маляров стал преподавателем МГУ и на протяжении четырёх лет (до 1921 года) оставался одним из лидеров химических исследований в университете. Его деятельность осуществлялась на физико-математическом факультете, секретарём которого он являлся.
В 1918 году Малярову присуждено звание профессора кафедры технологии и технической химии физико-математического факультета. В советское время он проводил работы по микрохимии и аналитической гидрохимии на кафедре аналитической химии Московского университета. Константин Лукич считается основателем курса микрохимического анализа.
Под руководством Малярова на кафедре аналитической химии получили значительное развитие работы по микрохимическому анализу. В результате были разработаны новые методики анализа и внесены существенные изменения в известные способы. Весь полученный в ходе исследований материал был использован при составлении нового учебника по микрохимическому анализу профессора К. Л. Малярова. В результате чтения специального курса по электроанализу и организации практикума по этому предмету был подготовлен еще один учебник с участием этого ученого.
В 1928 году в Журнале Русского физико-химического общества была опубликована статья Малярова «Определение щелочей в буровых водах».
В МГУ Константин Лукич читал курсы: «Технический анализ минеральных и органических веществ», «Избранные главы технической химии», «Гидрохимия», «Анализ нефти», «Микрохимический анализ»; вел семинары по техническому анализу, практические занятия.
Профессор Маляров Константин Лукич совместно с другими профессорами Московского университета (К. П. Яковлевым, А. А. Грушка, А. В. Кубицким, Н. М. Кулагиным) в 1920 году организовывал при университете общеобразовательные курсы. Слушателям читались лекции по основным разделам естественных и общественных дисциплин. Маляров К. Л. совместно с Троицким Е. П. вел курсы неорганической химии.
Профессор кафедры технологии и технической химии/технической химии физико-математического факультета (1918—1930). Профессор кафедры аналитической химии химического факультета (1935—1957).
В начале 1942 года Маляров Константин Лукич и другие профессора Московского университета (Э. Ф. Краузе, Я. И. Герасимов, К. Г. Хомяков, М. М. Попов, К. Л. Маляров, А. П. Терентьев) вошли в состав ученого совета ашхабадской части химфака во главе с профессором Е. С. Пржевальским.
В годы Великой Отечественной войны в эвакуации в Ашхабаде на кафедре аналитической химии Маляров совместно с профессором Е. С. Пржевальским проводил химический анализ антифризов, по заданию оборонных организаций велось изучение разнообразных материалов, поступающих с фронта. За годы войны был выполнен химический анализ нескольких тысяч образцов отечественных и трофейных материалов. По заданию Геологического управления и других организаций был проведён многосторонний химический анализ местных полиметаллических руд, солей и других материалов.
Похоронен на Донском кладбище.